# Corpul 6 Armată turc (1916-1918)
Corpul VI Armată al Imperiului Otoman (în turcă: 6 ncı Kolordu or Altıncı Kolordu) a fost unul din corpurile de armată ale  Armatei Otomane. El a fost constituit la începutul secolului XX, pe timpul procesului de reformare a armatei Imperiului Otoman.

## Constituirea

### Ordinea de bătaie în 1911
Pe timpul procesului de reorganizare a armatei otomane, care prevedea și crearea comandamentelor de corp de armată, începând cu anul 1911 comandamentul Corpului VI Armată a fost stabilit la Salonic. Înainte de izbucnirea Primul Război Balcanic, la sfârșitul anului 1911, organizarea corpului era următoarea::pp 376-377
- Comandamentul Corpului VI Armată, Monastir

- Divizia 16 Infanterie, İștip

- Regimentul 46 Infanterie, İștip
- Regimentul 47 Infanterie, Koçana
- Regimentul 48 Infanterie, Köprülü
- Batalionul 16 Pușcași, İștip
- Regimentul 16 Artilerie de Câmp, İștip

- Divizia 17 Infanterie, Monastir

- Regimentul 49 Infanterie, Monastir
- Regimentul 50 Infanterie, Monastir
- Regimentul 51 Infanterie, Monastir
- Batalionul 17 Pușcași, Resne
- Regimentul 17 Artilerie de Câmp, Monastir

- Divizia 18 Infanterie, Debre

- Regimentul 52 Infanteri, Debre
- Regimentul 53 Infanteri, Kırçova
- Regimentul 54 Infanterit, Elbasan
- Batalionul 18 Pușcași, Debre
- Regimentul 18 Artilerie de Câm, Monastir

- Unitățile de corp

- Regimentul 6 Pușcași, Monastir
- Brigada 7 Cavalerie, Monastir
- Regimentul 7 Cavalerie, Monastir
- Regimentul 16 Cavalerie, İștip
- Regimentul 13 Artilerie Călăreață, Pirlepe

- Batalionul 3 Artilerie Călăreață, Monastir
- Batalionul 2 Artilerie de Munte, Monastir
- Batalionul 8 Artilerie de Munte, Monastir
- Batalionul 9 Artilerie de Munte, Elbasan

- Batalionul 5 Obuziere, Monastir
- Batalionul 6 Geniu, Köprülü
- Batalionul 6 Telegrafie, Monastir
- Batalionul 6 Transport, Monastir
- 2 companii de grăniceri

## Participarea la războaiele balcanice

### Ordinea de bătaie la 19 octombrie 1912
La 19 octombrie 1912 corpul a fost organizat astfel::p. 170
- Corpul VI Armată (pe frontul sârbesc, în subordinea Armatei de Vest)

- Divizia 16 Infanterie
- Divizia 17 Infanterie
- Divizia 18 Infanterie
- Divizia teritorială, Monastir
- Divizia teritorială, Drama

### Ordinea de bătaie în iulie 1913
- Corpul VI Armată

- Divizia 16 Infanterie

## Participarea la Primul Război Mondial

### Ordinea de bătaie în 1914
În august 1914 și noiembrie 1914, structura corpului se modifică din nou, în compunerea sa intrâmd următoarele mari unități::pp 38-43
- Corpul VI Armată (Tracia)

- Divizia 16 Infanterie
- Divizia 26 Infanterie

### Ordinea de bătaie în 1915
În anul 1915, structura corpului a fost următoarea::pp 86-126
- Corpul VI Armată (Tracia)

- Divizia 16 Infanterie
- Divizia 24 Infanterie
- Divizia 26 Infanterie

### Ordinea de bătaie în august 1916
În august 1916, la intrarea în război a României, ordinea de bătaie a corpului era următoarea::p. 134
- Corpul VI Armată (România)

- Divizia 15 Infanterie
- Divizia 25 Infanterie

### Ordinea de bătaie în 1917
În perioada decembrie 1916 - august 1917, organizarea corpului a fost următoarea::pp 154-170
- Corpul VI Armată (România)

- Divizia 15 Infanterie
- Divizia 25 Infanterie
- Divizia 26 Infanterie

### Ordinea de bătaie în 1918
- Corpul VI Armată (Caucaz)

- Divizia 3 Infanterie
- Divizia 36 Infanterie